# Mlýnský potok a Uhlířky
Mlýnský potok a Uhlířky je přírodní památka poblíž obce Račín v okrese Žďár nad Sázavou v nadmořské výšce 548–604 metrů. Oblast spravuje AOPK ČR – regionální pracoviště Správa CHKO Žďárské vrchy.

## Předmět ochrany
Důvodem ochrany je meandrující tok, naleziště vlhkomilné flóry a fauny.